# Wasabi Records
Wasabi Records est un label français de musique lancé par Kazé en 2005 et spécialisé dans la musique japonaise (J-pop) et les bandes originales d'anime. Le label est facilement reconnaissable par sa mascotte verte fluo appelée Wasabin. Wasabi Records est aussi présent en Allemagne et distribué dans toute l'union européenne.

## Artistes
- Yuki Kajiura
- Kokia
- Olivia Lufkin
- Anna Tsuchiya
- Akino Arai
- Animetal
- Kanon Wakeshima
- Puffy AmiYumi
- BACK-ON
- m.o.v.e
- FLOW
- SCANDAL